# Вільям Батлер
Вільям Елліот Батлер (англ. William Elliott Butler; нар. 20 жовтня 1939, Міннеаполіс, США) — провідний фахівець з питань правових систем СРСР, членів Співдружності Незалежних Держав (СНД) та Монголії. Іноземний член Національної академії правових наук України. 

## Наукова діяльність
Активно займається питаннями порівняльного правознавства, міжнародного приватного та публічного права.

## Нагороди
Лауреат премії НАН України імені М. П. Василенка (за результатами конкурсу 2019 року).